# Remigiusz Piotrowski
Remigiusz Piotrowski (ur. 6 marca 1984 w Łodzi) – polski dziennikarz i pisarz, autor popularnonaukowych książek historycznych.
Ukończył filologię polską na Uniwersytecie Łódzkim. Jest autorem bloga „Tropy Historii” oraz pracuje jako redaktor portali internetowych poświęconych piłce nożnej. Publikuje głównie na temat historii Polski I połowy XX wieku.
W 2015 był nominowany w Konkursie „Książka Historyczna Roku” o nagrodę im. Oskara Haleckiego organizowanym przez Telewizję Polską, Polskie Radio i Instytut Pamięci Narodowej, w kategorii „Najlepsza książka popularnonaukowa poświęcona historii Polski w XX wieku” za książkę Rozkaz trzaskać! Zapomniane akcje polskiego podziemia (2015).
W 2024 roku zadebiutował jako autor beletrystyki: książki fantasy i kryminału retro.

## Książki
- Literaci w przedwojennej Polsce: pasje, nałogi, romanse, Dom Wydawniczy PWN, 2014, ISBN 978-83-7705-650-9
- Ślepy Maks: historia łódzkiego Ala Capone, Wydawnictwo Naukowe PWN, 2014, ISBN 978-83-7705-617-2
- Artyści w okupowanej Polsce: zdrady, triumfy, dramaty, Dom Wydawniczy PWN, 2015, ISBN 978-83-7705-924-1
- Rozkaz: trzaskać!: zapomniane akcje polskiego podziemia, Wydawnictwo Naukowe PWN, 2015, ISBN 978-83-7705-857-2
- Absurdy i kurioza przedwojennej Polski, Wydawnictwo Naukowe PWN, 2017, ISBN 978-83-01-19275-4
- Zamach na II RP: elity na celowniku, Wydawnictwo Naukowe PWN, 2018, ISBN 978-83-01-20075-6
- 110 ŁKS: 110 meczów na 110-lecie Łódzkiego Klubu Sportowego, Urząd Marszałkowski Województwa Łódzkiego, Departament Promocji i Współpracy Zagranicznej, 2018, ISBN 978-83-65238-03-0
- Niezwykły świat przedwojennego futbolu, Wydanie I, Warszawa: PWN, 2019, ISBN 978-83-01-20638-3
- Zagubione ulice. Spisek Czarnologów, Wydawnictwo Novae Res, 2024, ISBN 978-83-83193-74-6
- Zmowa cieni, Wydawnictwo Kusiński, 2024, ISBN 978-83-97023-12-3